# Svanskog
Svanskog (auch Svaneholm) ist eine Ortschaft (Tätort) in der schwedischen Provinz Värmlands län und der historischen Provinz Värmland. Svanskog liegt rund 15 km nördlich der Stadt Åmål am Säfflekanal.
In Svanskog gibt es eine schindelbedeckte Kreuzkirche aus Holz aus dem Jahre 1733.